# 庄田 (中将)
庄田（1906年11月19日—1992年4月25日），男，广东万宁人，中国人民解放军中将，1955年获二级八一勋章、一级独立自由勋章、一级解放勋章，1988年获一级红星功勋荣誉章。文化大革命中受到迫害。